# 埃尔雷亚尔德圣比森特
埃尔雷亚尔德圣比森特，是西班牙卡斯蒂利亚-拉曼恰托莱多省的一个市镇。总面积54平方公里，总人口991人（2001年），人口密度18人/平方公里。